# Wladimir Andrejewitsch Atlantow
Wladimir Andrejewitsch Atlantow (russisch Владимир Андреевич Атлантов; * 19. Februar 1939 in Leningrad) ist ein russischer Opernsänger (Tenor).

## Leben
Bereits Atlantows Eltern waren Opernsänger, die ihn vom Kindesalter an an den klassischen Gesang heranführten. Noch als Student des Rimski-Korsakow-Konservatoriums in Leningrad erhielt er 1962 den ersten Vertrag an der Kirow-Oper. Bereits im folgenden Jahr sang er dort die erste Solopartie.
Zweimal wurde er zu Sängerklassen an die Mailänder Scala entsandt. 1966 gewann er den Tschaikowski-Wettbewerb.
Seit 1967 war er Solist am Bolschoi-Theater in Moskau, wo er zunächst vor allem Spinto-Partien sang, sowohl aus dem russischen Repertoire (Hermann in Pique Dame, Wladimir in Fürst Igor, Dmitrij in Boris Godunow, Don Juan in Der steinerne Gast), also auch in französischen (Don José in Carmen) und italienischen Opern (Manrico im Troubadour, Riccardo im Maskenball, Radames in Aida, Canio im Bajazzo, Turiddu in Cavalleria rusticana, Cavaradossi in Tosca).
Seine Stimme wurde im Laufe seiner Karriere dunkler und nahm eine heldische Färbung an. So war er auch in der Lage, die Partie des Othello von Giuseppe Verdi zu singen. In dieser Rolle feierte er gemeinsam mit seiner Ehefrau Tamara Milaschkina als Desdemona Triumphe am Bolschoi-Theater.
Seit 1987 sang er vor allem an westlichen Bühnen, nachdem die sowjetischen Behörden ihm die Erlaubnis dazu gegeben hatten. Im selben Jahr erhielt er den österreichischen Ehrentitel „Kammersänger“. Mit seiner Frau ließ er sich dauerhaft in Wien nieder.

## Schallplatten und Opernfilme
Für die sowjetische Monopolfirma Melodija wirkte er in den sechziger und siebziger Jahren an zahlreichen Gesamtaufnahmen des russischen Repertoires mit. Von keinem anderen russischen Tenor gibt es so viele Gesamtaufnahmen.
Atlantow sang und spielte selbst in mehreren sowjetischen Opernfilmen, u. a. Rollen in Bizets Carmen, Verdis Othello und Dargomyschskis Steinernem Gast.
Westliche Plattenfirmen konnten ihn erst unter Vertrag nehmen, nachdem seine Stimme bereits ihren Zenit überschritten hatte.